# Hartforth
Hartforth – wieś w Anglii, w hrabstwie North Yorkshire, w dystrykcie (unitary authority) North Yorkshire. Leży 70 km na północny zachód od miasta York i 345 km na północ od Londynu. Hartforth jest wspomniana w Domesday Book (1086) jako Herford/Herfort.